# How to Draw a Perfect Circle
How to Draw a Perfect Circle (portugiesischer Originaltitel Como Desenhar um Círculo Perfeito) ist ein Filmdrama des portugiesischen Regisseurs Marco Martins aus dem Jahr 2009.
Der ruhige und dunkle Coming-of-age-Film behandelt die Entdeckung der Sexualität zweier Geschwister durch Inzest, aber auch mangelnde Zuwendung in der Familie.

## Handlung
Die heranwachsenden Geschwister Guilherme und Sofia wachsen in einem abgeschotteten, dunklen Haus in Lissabon auf. Die Familie zerfällt langsam und kommuniziert immer seltener miteinander. Guilherme perfektioniert derweil seine Fähigkeit, perfekte Kreise zu zeichnen.
Die beiden Geschwister entdecken nun langsam ihre Sexualität, zusammen und fast spielerisch. Sofia verspricht ihrem Bruder dabei, ihre Jungfräulichkeit einst mit ihm und keinem anderen zu verlieren. In der ruhigen und intimen, aber dunklen und erdrückenden Atmosphäre wird ihr vertrautes Verhältnis nun langsam, aber stetig ernster.
Guilherme, der sich von seiner Schwester ungeliebt und von seiner gesamten Familie unbeachtet fühlt, zieht nach dem Tod der Großmutter zu seinem französischen Vater, einem alkoholkranken verkrachten Schriftsteller, der besessen von seinem Nachbarn ist. Doch bei seinem Vater ist er noch einsamer, noch unbeachteter.
Guilherme geht zurück zu Mutter und Schwester, die ihr Versprechen nun auch einlösen will, nachdem sie beide sich glücklich wieder zusammenfinden. Doch ihr gemeinsamer Alltag wird langsam immer schwerer und beklemmender, die alte Vertrautheit stellt sich nicht wieder ein und die unbeschwerten Momente werden immer seltener, insbesondere mit den sexuellen Erlebnissen der Mutter und auch der Schwester, die der Bruder nur heimlich beobachten kann.

## Produktion
Der Film wurde von den Filmproduktionsgesellschaften Filmes de Fundo und Ukbar Filmes produziert, mit Unterstützung durch die Filmförderungsanstalten ICA (Instituto do Cinema e do Audiovisual) und FICA (Fundo de Investimento para o Cinema e o Audiovisual), den öffentlich-rechtlichen Fernsehsender RTP, die European Film Promotion und mit Sponsoring durch einige private portugiesische Dienstleistungsunternehmen.
Das Drehbuch schrieb der bekannte Schriftsteller Gonçalo M. Tavares, die Filmmusik stammt vom Pianisten Bernardo Sassetti.

## Rezeption
Der Film feierte seine Premiere am 29. September 2009 beim Festival do Rio, wo er einen Filmpreis für die gemeinsame Schauspielleistung der beiden jungen Hauptdarsteller gewann. In Portugal wurde er erstmals am 30. April 2010 aufgeführt, beim 7. IndieLisboa Filmfestival. Seinen Kinostart hatte er am 6. Mai 2010 in nur 6 Kinos im Land (4 × Großraum Lissabon, 2 × Großraum Porto), wo er 2.238 Besucher zählte.
In Portugal war der Film für eine Reihe Auszeichnungen nominiert, von denen er einige auch gewann, so bei den Filmfestivals Caminhos do Cinema Português und LEFFEST (Lisbon & Estoril Film Festival), u. a.
Como Desenhar um Círculo Perfeito erschien 2010 bei ZON Lusomundo in Portugal als DVD.
Erstmals im Fernsehen lief der Film am 26. Juni 2021 im öffentlich-rechtlichen portugiesischen Fernsehsender RTP2.